# Georgie Pie
Georgie Pie — новозеландская сеть ресторанов быстрого питания, принадлежащая ритейлеру Progressive Enterprises, специализирующаяся на мясных пирогах, целью которой было стать альтернативой гигантам мировой индустрии быстрого питания, таким как McDonald's, Pizza Hut и Burger King. Первый ресторан Georgie Pie открылся в 1977 году, и на пике популярности по всей Новой Зеландии было 32 ресторана. В 1996 году компания столкнулась с финансовыми трудностями и в итоге была вынуждена продать свой бизнес. Основным фактором, повлиявшим на это решение, было местоположение ресторанов. В 1998 году был закрыт последний магазин Georgie Pie.
В ассортименте ресторана Georgie Pie были представлены пироги с различными начинками: традиционные (фарш с сыром и стейк с почками) и международные (китайская, мексиканская и итальянская кухня).
В 2013 году, после многочисленных призывов к возвращению бренда, компания McDonald's вновь представила пироги Georgie Pie в своих ресторанах. Однако в 2020 году выпуск данной продукции был прекращён.

## История
Компания Georgie Pie была основана Томом А Чи в 1958 году. Он открыл первый супермаркет в Новой Зеландии под названием Foodtown Ōtāhuhu. Том Чи также пытался получить права на использование бренда McDonald's в Новой Зеландии, но безуспешно.
Первый ресторан Georgie Pie был открыт в Келстоне, Окленд, в 1977 году. В 1994 году компания объявила о планах открыть 25 новых ресторанов в год, чтобы к концу 1998 года иметь 114 действующих точек.
В начале 1990-х годов Georgie Pie приобрела известность благодаря своему меню «Funtastic Value», которое предлагало блюда по цене 1, 2, 3 и 4  новозеландских доллара.
На пике своего развития компания насчитывала около 1300 сотрудников.
Georgie Pie смогла автоматизировать процесс производства продуктов питания в большей степени, чем другие компании, предлагающие фастфуд.
Соблюдение сроков было более сложной задачей для Georgie Pie, поскольку на выпечку одного пирога требовалось 22 минуты.

### Временно закрытие
После принятия решения о прекращении расширения бренда, запросы от членов управленческой команды Georgie Pie и других заинтересованных сторон о покупке бренда были отклонены.
Progressive Enterprises продала сеть McDonald's в 1996 году. Это дало McDonald's преимущество перед основным конкурентом Burger King, который вышел на рынок Новой Зеландии в 1994 году и также проявлял интерес к покупке сети Georgie Pie.
По завершении сделки 17 точек были преобразованы в рестораны McDonald's. Остальные 15 точек были проданы: некоторые — другим франшизам быстрого питания или ресторанам, один — Bunnings и один — банку крови. Последний магазин Georgie Pie находился на Kepa Road в Mission Bay и прекратил свою деятельность в 1998 году.

### Попытки возрождения сети
Студенты Новозеландской школы кино и телевидения Дриг Чаппеллс и Гарет Торн создали группу в социальной сети Facebook, призывающую восстановить сеть ресторанов Georgie Pie. В сентябре 2008 года в рамках документального фильма «Bring Back the George» они временно переоборудовали пекарню в Крайстчерче в ресторан и продавали пироги, приготовленные по тому же рецепту, что и оригинальные. Все пироги были распроданы менее чем за час, и люди приезжали даже из Окленда, чтобы купить их. Значки и футболки «Верните Джорджи Пай» были доступны в розничной сети «Kiwiana» в Веллингтоне, пока компания McDonald's не потребовала прекратить их производство.
Компания McDonald's сообщила о рассмотрении нарушения авторских прав на название. Также было объявлено о возможном перезапуске бренда Georgie Pie в качестве предложения McCafé в торговых точках McDonald's, а не как отдельного магазина.
В мае 2009 года, июле 2011 года и апреле 2012 года в средствах массовой информации появлялись сообщения о том, что McDonald's New Zealand рассматривает возможность повторного открытия бренда. Национальная радиостанция ZM предложила McDonald's бесплатную рекламу на сумму 50 000 долларов США в случае открытия магазинов до конца 2009 года.

### Возрождение
9 мая 2013 года компания McDonald's объявила о возобновлении деятельности Georgie Pie.
С 5 июня 2013 года в ресторанах Queen Street и Greenlane сети McDonald's в Окленде, включая бывший ресторан Georgie Pie, стал доступен оригинальный рецепт пирога Steak Mince 'n' Cheese, не содержащий глутамата натрия. Стоимость блюда составила 4,50 доллара.
Экспериментальный запуск был распространён на пять ресторанов сети McDonald's в Окленде, включая Kelston, где ранее располагался оригинальный ресторан Georgie Pie, а также на три ресторана в Гамильтоне и ресторан Te Awamutu.
В июле 2013 года было открыто ещё четыре ресторана в Окленде, а также на два ресторана в Палмерстон-Норте и рестораны в Филдинге и Буллсе.
В августе 2013 года продажи McDonald's в Новой Зеландии выросли на 5,8%, что во многом было обусловлено повторным появлением Georgie Pie на рынке.
5 марта 2014 года в меню вновь появился пирог с курицей и овощами.

### Окончательное закрытие сети
8 июня 2020 года было объявлено о прекращении производства пирогов Georgie Pie в течение нескольких месяцев в связи с отсутствием спроса на данный продукт. McDonald's сообщил о необходимости значительных инвестиций в обновление оборудования для замены печи.
В сентябре 2020 года последняя партия пирогов Georgie Pie была продана с аукциона Trade Me.